# Roberta Miranda
Roberta Miranda, nombre artístico de Maria Albuquerque Miranda, (João Pessoa, 28 de septiembre de 1958) es una cantante, compositora, multiinstrumentista, escultora y pintora brasileña. Consagrada por el pueblo con el título de Rainha Sertaneja.

## Álbuns
| Año  | CD                                            | Ventas    |
| ---- | --------------------------------------------- | --------- |
| 1986 | Roberta Miranda                               | 1.700.000 |
| 1987 | Volume 2                                      | 1.500.000 |
| 1989 | Volume 3                                      | 1.300.000 |
| 1990 | Volume 4                                      | 1.900.000 |
| 1990 | Coletâneas                                    | 800.000   |
| 1992 | Sol da Minha Vida                             | 1.750.000 |
| 1993 | Volume 6                                      | 1.100.000 |
| 1994 | Volume 7                                      | 1.000.000 |
| 1995 | Volume 8                                      | 600.000   |
| 1996 | Volume 9                                      | 600.000   |
| 1997 | Vida                                          | 600.000   |
| 1998 | Paixão                                        | 500.000   |
| 1999 | Caminhos                                      | 500.000   |
| 2000 | A Majestade, O Sabiá Ao Vivo                  | 600.000   |
| 2001 | Histórias de Amor                             | 350.000   |
| 2001 | Tudo Isto É Fado                              | 150.000   |
| 2002 | Pele de Amor                                  | 150.000   |
| 2004 | Alma Sertaneja                                | 70.000    |
| 2005 | Acústico Ao Vivo                              | 125.000   |
| 2008 | Senhora Raiz                                  | 50.000    |
| 2011 | Sorrir Faz a Vida Valer                       | 10.000    |
| 2011 | Boleros                                       | 40.000    |
| 2013 | Roberta Miranda: 25 Anos - Ao Vivo em Estúdio | 50.000    |
| 2014 | Roberta canta Roberto                         | 56.000    |
| 2017 | Os Tempos Mudaram (Ao Vivo)                   | 5.000     |